# カプ
カプ（ハワイ語: Kapu）とは禁忌を意味するハワイ語の語彙。
中世ハワイの社会システムに由来し、現在一般的に使われているタブーと語源を同じくする言葉である。
ハワイを含む太平洋文化圏で広く信じられてきたマナと呼ばれる神聖な力（日本語における気や言霊の概念に近い）に対する畏怖から生まれた絶対的な戒律であり、これを破った者は通常死をもって償うこととされた。カプは階級や職業、性差などによって衣食住全てに渡って細かく定められており、1819年にカメハメハ2世の摂政カアフマヌによって廃止されるまで続いた。
現代のハワイでは、これから転じて「強い禁止」を意味するスラングとして用いられることもある。ウォルト・ディズニー・カンパニーのアニメ映画『リロ・アンド・スティッチ』では、主人公リロが部屋の扉にKAPUと大書された張り紙を掲げることで、絶対に入るなという意思表示をするシーンが描かれた。